# Paul Wolff

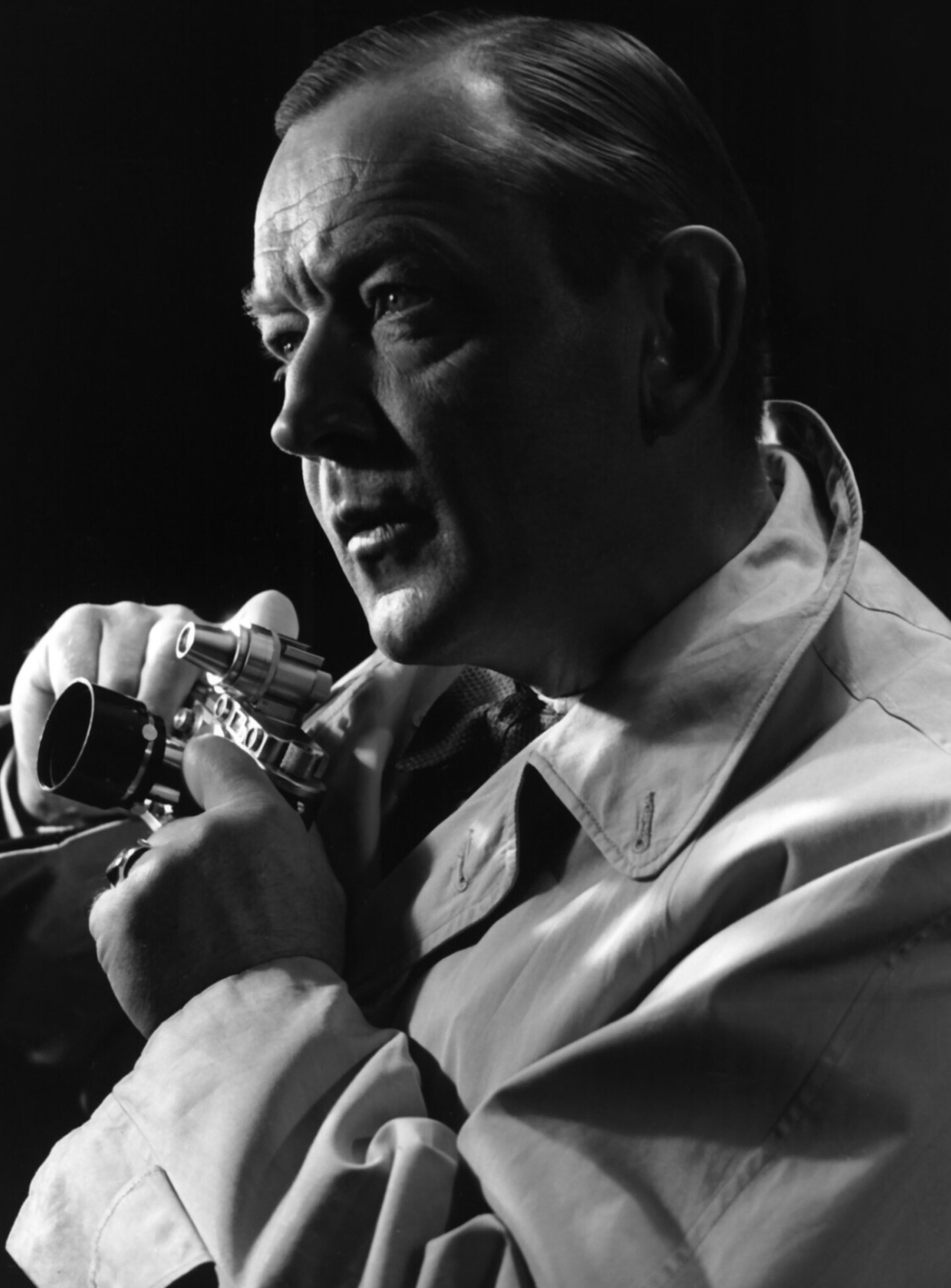
Dr Paul Wolff (1887-1951)

Paul Wolff (* 19. Februar 1887 in Mülhausen, Deutsches Reich; † 10. April 1951 in Frankfurt am Main) war ein deutscher Fotograf und ein Pionier auf dem Gebiet der Kleinbildfotografie. In Anerkennung seiner fotografischen Leistung als Pionier der Leicafotografie erhielt er 1936 die zweihunderttausendste Leica von der Firma Ernst Leitz.

## Leben
Schon als Zwölfjähriger fotografierte er begeistert mit einer Plattenkamera. Doch studierte er nach dem Schulabschluss zunächst Medizin, habilitierte sich 1914 in Straßburg, wurde Assistenzarzt und 1914 zum Kriegsdienst einberufen. Nach dem Ersten Weltkrieg wurde er 1919 aus Straßburg, das nun wieder zu Frankreich gehörte, ausgewiesen. Er übersiedelte nach Frankfurt am Main. Dort arbeitete er zunächst im Kopierwerk eines finanzschwachen Filmunternehmens. Mit einer selbst gekauften Filmkamera begann er zunächst mit Auftragsarbeiten für die Filmfirma, machte sich aber bald danach selbstständig.
Für das Projekt Neues Frankfurt produzierte er Filme und fotografierte die Siedlungen. Paul Wolff wechselte vom bewegten Bild wieder zur Fotografie. Er arbeitete mit einer Plattenkamera mit dem Format 18 × 24 cm und hatte reichlich Aufträge.
1926 gewann er auf der Internationalen Fotoausstellung in Frankfurt seine erste Leica: Sie sollte sein weiteres Leben nachhaltig beeinflussen. Erst knipste er nach getaner Arbeit mit der Großbildkamera mit der Leica „so nebenbei“ auf Märkten, in Gassen und am Wege kleine nette Szenen. Er verbesserte seine Technik und bald erregte er mit seinen lebendigen Kleinbildfotos Aufsehen bei den Illustrierten. Der dynamische Stil der entfesselten Kleinbildkamera war geboren. 1927 suchte er den idealen Mitarbeiter und fand ihn in seinem Geschäftspartner Alfred Tritschler. Die beiden gründeten anschließend in Frankfurt am Main die Firma Dr. Paul Wolff & Tritschler. Der Durchbruch als Fotograf kam für Paul Wolff 1933. Die Firma Leitz bestellt bei ihm für die Ausstellung Die Kamera 100 Vergrößerungen im Format 40 × 60 cm, die anschließend als Wanderausstellung um die Welt gingen. 1934 erschien die Erstausgabe von Meine Erfahrungen mit der Leica. Übersetzt in vier Sprachen wurde dieses Buch eines der Standardwerke der Fotografie. Im gleichen Jahr unternahm Paul Wolff eine Reise in das damalige Saargebiet. Es entstanden bei dieser Gelegenheit packende Aufnahmen von Menschen, Alltagsleben, Landschaften und Industrieanlagen wie der Völklinger Hütte. 1936 fotografierten Paul Wolff und sein Mitarbeiter Alfred Tritschler die Olympischen Sommerspiele und veröffentlichten anschließend das Buch Was ich bei den Olympischen Spielen 1936 sah, erschienen in vier Sprachen.
Wolff fotografierte nicht nur mit der Leica, sondern auch weiterhin mit Großbildkameras, bei Außenaufnahmen vorzugsweise im Format 9 × 12 cm mit einem Weitwinkelobjektiv Schneider Angulon 120 mm.
1940 gab Paul Wolff den ersten deutschen Industriebildband in Farbe heraus. Im Kraftfeld von Rüsselsheim erschien in einer Auflage von 55.000 Exemplaren; im gleichen Jahr publizierte er die Erstausgabe von Meine Erfahrungen mit der Leica farbig. 1944 wurde sein Haus in Frankfurt durch einen Bombenangriff zerstört und große Teile seines Plattenbildarchivs vernichtet; nur das ausgelagerte Kleinbildarchiv blieb erhalten. Im Frankfurter Institut für Stadtgeschichte wird eine umfangreiche Sammlung von zwischen 1927 und 1943 entstandenen Photographien der 1944 untergegangenen Frankfurter Altstadt bewahrt. Für den Umschau-Verlag fotografierte er 1949–50 den Bildband Deutschland - ein Bildband von deutscher Landschaft, ihren Städten, Dörfern und Menschen in dem u. a. Alsfeld gezeigt wird.
Nach seinem Tod führte sein Mitgeschäftsführer Alfred Tritschler das Bildarchiv Dr. Paul Wolff & Tritschler weiter. 1963 wurde es vom Neffen Alfred Tritschlers, Robert Sommer in Offenburg, übernommen, der es erfolgreich weiterführte und 1979 an seinen Sohn Thomas Sommer übergeben hat. Das Bildarchiv umfasst heute den Zeitraum von 1927 bis 1970 und hat einen Negativbestand von ca. 500.000 Aufnahmen.
Wolffs Grabstätte befindet sich auf dem Frankfurter Hauptfriedhof, Gewann II GG 17a.
Paul Wolff war in erster Ehe verheiratet mit Helene Dörr (1887–1959). Sohn Klaus Heinrich Wolff wurde am 1. Mai 1916 in Straßburg geboren († 1988). Wolffs zweiter Sohn Stephan Wolff (* 1943) ging aus einer zweiten Ehe mit Annette Beiger (1906-2002) hervor.
Mit dem Konstrukteur der Leica, Oscar Barnack, verband Wolff eine herzliche Freundschaft. Er war auch dem Chef der Leitzwerke Ernst Leitz persönlich verbunden.

## Werk
Sein 1929 bei Karl Robert Langewiesche in Königstein i. Ts. erschienenes Buch Aus Zoologischen Gärten in der Reihe der Blauen Bücher erzielte rasch mehrere hohe Auflagen. Mit Wolffs Projekt „botanischer Lichtbildstudien“, das er sogleich, 1929, dem Verleger Langewiesche vorschlug und das 1931 unter dem Titel Formen des Lebens erschien, setzte er sich bewusst auseinander mit den Protagonisten des Neuen Sehens wie Karl Bloßfeldt, Ernst Fuhrmann und Albert Renger-Patzsch. In seinem Buch Sonne über See und Strand fotografierte er vor allem Menschen und schuf ein schönes Zeitdokument über die Mode in den 1940er Jahren. Interessant ist, dass die Bildunterschriften in drei Sprachen abgedruckt sind.
Die Agenturfotografien von Wolff und Tritschler lieferten vieles, was dem massentauglichen Geschmack entsprach: Angefangen bei Mode, Werbung und Stillleben über Architektur-, Industrie- und Landschaftsfotografien bis hin zu Reisereportagen und Sportaufnahmen. Sie bedienten sich der Stilmittel der Neuen Sachlichkeit, sammelten Erfahrung mit der Ästhetik des Nationalsozialismus und dokumentierten distanziert das zerbombte Frankfurt.

## Ausstellungen
- Fotoausstellung in Deutschland: Meine Erfahrungen mit der Leica, mit 207 Schwarzweiß-Vergrößerungen, Ausstellungsprospekt, Juli 1933.
- Foto-Wanderausstellung in den USA: Washington, Philadelphia, Detroit, Chicago, Pittsburg, Boston und New York, 1935.
- Foto-Ausstellung im Stadtarchiv Frankfurt: Frankfurt wie es war, 1980.
- Fotoausstellung in der Leica-Galerie in Wetzlar, Gedächtnisausstellung zum 30. Todestag von Dr. Paul Wolff, 1980.
- Wanderausstellung in der Schweiz: Lichtensteig, Bern und Genf, Meisteraufnahmen mit der Leica aus den Jahren 1927–1947, 1982–1983.
- Foto-Ausstellung im Stadtarchiv Frankfurt: Frankfurt am Main – Aufgenommen mit der Leica, Zum 100. Geburtstag von Dr. Paul Wolff, 1987.
- Wanderausstellung der ADAM OPEL AG: Dr. Paul Wolff – Pionier der Kleinbildphotographie – Fotografien 1927–1939, Rüsselsheim, Kaiserslautern, Stuttgart u. Bochum, 1989–1990.
- Ausstellung in der Galerie der Frankfurter Sparkasse, Frankfurt: Dr. Paul Wolff – Pionier der Leica in Frankfurt am Main (1925–1950)  –  Stadtbild – Zeitbild – Menschen, 1989.
- Fotoausstellung in Japan: Zum 1jährigen Jubiläum der Wiedervereinigung Deutschlands – Deutschlands Geschichte in Bildern, Tokyo u. Osaka, 1991.
- Ausstellung der Flughafen AG, Frankfurt am Main: Dr. Paul Wolff – Flug- und Luftschiffhafen Frankfurt in den 30er Jahren, 1991.
- Fotoausstellung im Museum Ober-Ramstadt: Werbefotos für Röhr, 1992.
- Ausstellung in der Leica-Galerie in Solms: Das Automobil der 30er Jahre oder das Auto mit Lust und Liebe genießen, 1993.
- Fotoausstellung im Institut für Stadtgeschichte Frankfurt/M. anlässlich der Zerstörung der Frankfurter Altstadt im März 1944, 1994.
- Ausstellung im Historischen Museum in Frankfurt/M.: Paul Wolff (1887–1951) – Fotografien und Reportagen von 1925–1950, 1995.
- Ausstellung in der Elisabeth-Schneider-Stiftung, Freiburg, Zu den Fotografien von Dr. Paul Wolff 1928–1945, 1999.
- Ausstellung in der Elisabeth-Schneider-Stiftung, Freiburg, Zu den Fotografien von Dr. Paul Wolff – Olympische Spiele 1936, 2000.
- Leica Gallery, New York, Fifty Years After His Death, 2001
- Suermondt-Ludwig-Museum, Aachen, 2003.
- Fotoausstellung bei GALLERIES in Offenburg, Dr. Paul Wolff – Es kommt die neue Zeit, 2003.
- Weltkulturerbe Völklinger Hütte, Völklingen/Saar 2004.
- Galerie argus fotokunst, Berlin, 2004.
- Brennet Textilmuseum/Wehr Südbaden, Dauerausstellung Photozyklus Brennet AG 1941.
- Ausstellung im Ernst Leitz Museum, Wetzlar: Dr. Paul Wolff & Tritschler: Licht und Schatten – Fotografien 1920 bis 1950, 2019.

## Publikationen
- Alt-Straßburg. 30 Reproduktionen nach Aufnahmen von Paul Wolff. Rasch, Straßburg 1912.
- Alt-Straßburg. 36 Reproduktionen nach Aufnahmen von Paul Wolff. Neue Folge. Rasch, Straßburg 1914.
- Alt-Frankfurt. Vierzig Bilder nach Aufnahmen von Paul Wolff. Englert & Schlosser, Frankfurt 1923.
- Aus Zoologischen Gärten. Lichtbildstudien. Langewiesche, Königstein i. Ts. 1929. Nachauflagen bis 1965.
- Formen des Lebens. Botanische Lichtbildstudien. Vorbemerkungen und Hinweise von Martin Möbius. Langewiesche, Königstein i. Ts. 1931. Nachauflagen 1933, 1935, 1940 und 1957 (letztere überarbeitet von Friedrich Markgraf); 2002 Reprint der Erstausgabe, hrsg. v. der Albertina in Wien mit einführendem Essay von Rainer Stamm sowie S. 137–160 Anhang zur Editionsgeschichte nebst Dokumentation aller Rezensionen, Dokumentation ausgeschiedener, hinzugekommener und vorgesehener Aufnahmen, ISBN 978-3-7845-2480-1.
- Drei Kaiserdome: Mainz, Worms, Speyer. Langewiesche, Königstein im Taunus (vor oder in) 1933. Viele Nachauflagen (bis mindestens 1957). Bilder von Paul Wolff, mit inleitenden Texten von Wilhelm Pinder.
- Meine Erfahrungen mit der Leica. Ein historischer Querschnitt aus fast 10 Jahren Leica-Photographie. Bechhold/Inh. Breidenstein, Frankfurt am Main 1934.
- Ins Land der Franken fahren … Eine Mainreise. Bilder von Paul Wolff. Verhagen & Klasing, 1934.
- Sonne über See und Strand. Bechhold, Frankfurt am Main 1936.
- Skikamerad Toni. Winterfahrten um Garmisch-Partenkirchen. 1936.
- Was ich bei den Olympischen Spielen 1936 sah. 1936.
- mit Alfred Tritschler (Fotos), Carl Wiskott (Text): Griechenland im Auto erlebt. Bruckmann, München 1936.
- mit Alfred Tritschler (Fotos), Paul Georg Ehrhardt (Text): Arbeit! Volk und Reich, Berlin 1937.
- Grossbild oder Kleinbild? Ergebnisse einer Fotofahrt durch Franken an die Donau. Bechhold/Inh. Breidenstein, Frankfurt am Main 1938.
- Kleine Italienfahrt. Ein Bilderwerk von Paul Wolff. Specht, Berlin 1938.
- Im Kraftfeld von Rüsselsheim. Mit 80 Farbfotos von Paul Wolff. Knorr und Hirth, München 1940.
- mit Alfred Tritschler (Fotos), Alfons Paquet (Text): Der Rhein. Vision und Wirklichkeit. Düsseldorf 1940.
- Meine Erfahrungen… farbig. Breidenstein, Frankfurt am Main 1942.
- mit Alfred Tritschler (Fotos), Adolf Reitz (Text): Vorstoß ins Unsichtbare. Ulm 1948.
- mit Alfred Tritschler (Fotos), Eberhard Beckmann (Text): Germany. A series of photos of the U.S.-Zone, its towns and villages, their past and present. Frankfurt am Main 1948. 2. Auflage 1949.
- mit Alfred Tritschler (Fotos), Erich Walch (Text): Schönheit am Wege. Heering, Seebruck am Chiemsee 1949.
- mit Alfred Tritschler, Hans Saebens u. a. (Fotos), Eberhard Beckmann, Harald Busch (Texte): Deutschland: Süden, Westen, Norden. Ein Bildband von dt. Landschaft, ihren Städten, Dörfern u. Menschen. Frankfurt am Main 1950.